# Michele Zaza
 (septembre 2022).
Le contenu est difficilement compréhensible vu les erreurs de traduction, qui sont peut-être dues à l'utilisation d'un logiciel de traduction automatique.
 (avril 2018).
Si vous disposez d'ouvrages ou d'articles de référence ou si vous connaissez des sites web de qualité traitant du thème abordé ici, merci de compléter l'article en donnant les références utiles à sa vérifiabilité et en les liant à la section « Notes et références ».
Michele Zaza dit « 'O Pazzo », né à Procida, Italie le 10 avril 1945 et mort à Rome le 18 juillet 1994, fut un membre de la Camorra, chef du clan Zaza (Mazzarella plus tard) opérant dans Naples. Il fut l'un des premiers Camorristi à faire émerger une organisation puissante autour de la contrebande de cigarettes dans les années 1960 et 1970.

## Biographie
Il était fils de pêcheur du Procida. Zaza commence sa jeunesse troublée impliquée dans des cambriolages et tentatives de meurtre. En 1961, a été arrêté pour la1re fois étant un jeune de 16 ans pour combat. Après ce fait, il devenait apprenant de la contrebande de cigarettes avec clan Maisto.

## Carrière criminelle
Déjà devenu en contrebandier de cigarettes, fait cette déclaration «Au moins 700 000 personnes vivent de la contrebande en Naples comment est le Fiat pour Turin». Comme le port de Tanger, Maroc est fermé. Alors, la contrebande en Méditerranée s'est déplacée vers les côtes yougoslaves et albanaises et agit en profit de la Camorra et en général pour le clan Zaza.

### Liens avec Cosa Nostra
En plus d'être membre de la Camorra, Michele Zaza a également été initié dans la Cosa nostra à travers ses alliances avec Stefano Bontate et Tommaso Spadaro. Alors, Zaza avec Lorenzo Nuvoletta et Antonio Bardellino ont prêté serment pour sceller un pacte sur la contrebande de cigarettes en 1975. Les 3 étaient des représentants napolitains par Michele Greco dans la commission de la Cosa Nostra. Plusieurs clans de la Camorra et Cosa Nostra ont conclu un accord sur la division des cargaisons de cigarettes de contrebande arrivant dans le port de Naples lors d'une réunion en 1974 en Marano. Cet accord finit en 1979 selon le repenti Tommaso Buscetta «Stefano Bontate à consideré Zaza comme un danger parce usait les trucs d'un livre pour décharger ses cigarettes seulement en Campanie et non en Sicile»

### Nuova Famiglia
Zaza était un des fondateurs Nuova Famiglia (NF), une coalition camorriste créée le 8 décembre 1978 pour faire face à Nuova Camorra Organizzata (NCO) de Raffaele Cutolo. Cutolo voulait unir la Camorra sous sa direction. Le soutien de la mafia sicilienne a été crucial dans la guerre entre la NF et le NCO, qui a pris fin avec la défaite de Cutolo. Pour ce, s'organise avec clans Alfieri-Bardellino-Galasso et Nuvoletta-D'Alessandro.

## Accusations
En juin 1981, est détenu avec ITL 1.000.000.000 portant un gilet pare-balles. En 1982, il a été enquêté dans le Pizza Connection avec Antonio Salamone et a été arrêté le 11 décembre suivante mais s'échappe en 1983 de la clinique pour se réfugier a France jusqu'à avril 1984 qu'il a été arrêté à Paris . Le 15 mars 1989, Zaza a été arrêté grâce à la découverte de 500 000 cigarettes le 14 février précédent et le 15 avril 1991, 200 hommes de l'organisation de Zaza sont enquêtés par les autorités françaises et italiennes pour blanchiment d'argent, en juillet a été condamné à 3 ans d'emprisonnement mais en novembre a été libéré pour bénéfices judiciaires françaises.

## Chute et mort
En mars 1993, le clan Zaza a été frappé avec l'arrestation de 39 personnes accusées de narcotrafic et blanchiment d'argent en France, Italie et Allemagne. Le 12 mai suivant, le propre Zaza a été arrêté par dernière fois à Villeneuve-Loubet accusé d’association camorriste, narcotrafic et meurtre. Il a extradé en Italie le 27 mars 1994.
Le 18 juillet 1994, Zaza meurt d'une crise cardiaque dans la prison de Rebbibia en Rome. Après sa mort, le clan passé à appeler Clan Mazzarella dirigé par Ciro Mazzarella.